# Parioscorpio venator
Parioscorpio venator — викопний вид скорпіонів, що жив в силурійському періоді (437 млн років тому). Описаний у 2020 році. Найдавніший відомий вид скорпіонів. До його описання найдавнішим вважався Dolichophonus з Шотландії, який жив на декілька мільйонів років пізніше (425 млн років тому).

## Історія вивчення
Рештки двох скорпіонів знайдено у 1980-х роках у відкладеннях формації Брендон Брідж неподалік міста Вокеша у штаті Вісконсин (США). Зразки зберігалися неописаними в Геологічному музеї Вісконсинського університету. У 2016 році вивчати зразки взявся палеонтолог з Університету Оттербейна Ендрю Вендраф (Andrew J. Wendruff). Стаття з описанням нового роду та виду скорпіонів вийшла у січні 2020 року.

## Опис
Скорпіон завдовжки 25 мм. У нього були дві великі клешні та довгий вузький задній відділ тіла («хвіст»). Протосома трапецієподібної форми, несла великі очі та педипальпи. Він мав сім сегментів середнього відділу тіла (мезосоми): пізніші скорпіони зберегли лише шість таких сегментів, а в сучасних скорпіонів їх п'ять. Науковцям вдалося також дослідити внутрішню будову тварини, а точніше окремі деталі травної, дихальної та кровоносної систем. Зокрема риси дихальної системи аналогічні тій, що є у сучасних скорпіонів, і, відповідно, призначена для дихання повітрям. Ймовірно, тварина періодично виходила на сушу для спарювання (як це роблять сучасні мечохвости) або для полювання.